# Seczen kamyk
Seczen kamyk (bułg. Сечен камък) – wieś w środkowej Bułgarii, w obwodzie Gabrowo, w gminie Trjawna. Według danych Narodowego Instytutu Statystycznego, 31 grudnia 2011 roku wieś liczyła 10 mieszkańców.

## Przyroda
Tereny wokół Seczenu kamyka są porośnięte lasami grądowymi, gdzie dominują buki, dęby i graby. Licznie występują tu pastwiska często położone na mało stromych zboczach.

## Historia
Dawną nazwą miejscowości było Tabacite. Prawdopodobnie nazwa wywodzi się od dziadka Kiro, który mieszkał w Tabaszkiej machale, później nazywanego Kiro Tabaka. Dziadek Kiro zabił jednego Turka. Był ścigany przez Turków, którzy chcieli go zabić. Kiro uciekł w głąb Bałkanów, gdzie Turcy mieli małe szanse na znalezienie go. Mijając Trjawnę podążył w górę i w miejscu Konarskoto osiedlił się, gdzie wybudował własną kolibę. Rejon okazał się zbyt odkryty, wietrzny i surowy, dlatego postanowił szukać innego schronienia. Po dalszej podróży znalazł dogodne dla siebie miejsce, gdzie znowu wybudował kolibę, w której żył. Stopniowo przybywali inni Bułgarzy, którzy osiedlali się w tym miejscu. Pierwsi osadnicy zajmowali się hodowlą kóz.
W latach socjalizmu miejscowość przemianowano na Seczen kamyk.

## Zabytki
- mała fontanna, wybudowana w 1932 roku, na kamieniu jest wyryta stara nazwa miejscowości – Tabaci